# Esperantista Literatura Asocio
Der Esperanto-Literatur-Bund (Esperanto: Esperantista Literatura Asocio, ELA) wurde auf dem 7. Esperanto-Weltkongress 1911 als Internationale Vereinigung der Esperanto-Autoren (Internacia Unuiĝo de Esperantistaj Verkistoj) gegründet und 1912 in ELA umbenannt. Ziel war eine Vertretung der Interessen der Esperanto-Autoren sowie sprachliche Kontrolle von Manuskripten. Der Verband wurde Ende der 1930er Jahre aufgelöst. Mitbegründerin und spätere Vorsitzende war Marie Hankel.